# Úhoř japonský
Úhoř japonský (Anguilla japonica) je ryba podobná evropskému úhoři říčnímu. Má hadovité tělo, bez břišních ploutví a nepárové ploutve splývají v celistvý lem. Dosahuje menších rozměrů.
Obývá sladké a brakické vody východní Asie, a stejně jako ostatní druhy této čeledi se rozmnožuje v moři. Trdliště úhoře japonského se podle výzkumů japonského oceánologa Katsumi Tsukamota nachází u podmořské hory Suruga u Marianských ostrovů.

## Hospodářský význam
Ve své domovině se jedná o hospodářsky velmi významný druh, který je ve velkém množství loven a také chován ve speciálních farmách pro kvalitní maso. Vzhledem ke své oblíbenosti je úhoř japonský na asijském jídelníčku doplňován dovozem úhoře říčního.

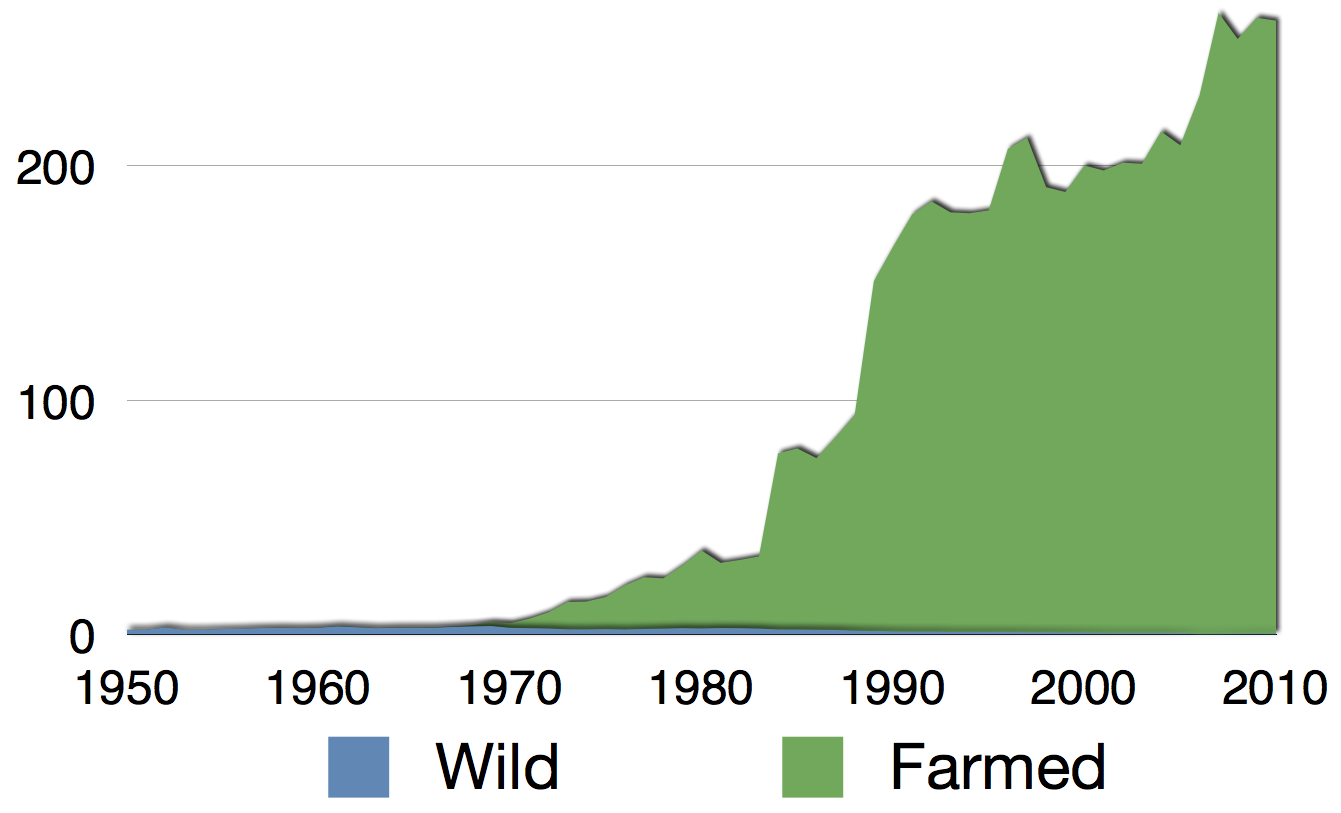
Celková produkce úhoře japonského v tunách podle FAO v období 1950–2010, modře množství ulovených ryb, zeleně množství vypěstovaných ryb